# Voyager (сингл-альбом)
Voyager — дебютный сольный сингл-альбом южнокорейского певца и участника хип-хоп бой-бэнда Monsta X Ю Кихёна, выпущенный 15 марта 2022 года на лейбле Starship Entertainment и Kakao M. Пластинка состоит из трёх песен, трек «Voyager» получил экранизацию в виде клипа.

## Выпуск и продвижение
18 февраля 2022 года в официалных социальных сетях группы Monsta X, появилось видео представляющее собой комбинацию букв K и H, означающих инициалы имени Кихёна. В этот же день певец подтвердил свой сольный дебют через социальную сеть Daum. 19 февраля на лейбле уточнили, что Кихён дату выхода и название альбома 15 марта. 21 февраля вышло расписание, согласно которому 23 февраля был показан трек-лист, 24 февраля концепт-видео к альбому, с 25 по 28 февраля были показаны четыре разные концепт-фотографии к альбому, 3 марта вышло концепт-видео под названием Somewhere, а с 4 по 8 марта концепт-фото под тем же названием, 11 марта первая часть тизера к экранизации в виде клипа на заглавную композицию альбома «Voyager», 13 марта превью к альбому, а 14 марта вторая часть тизера. 15 марта вышла экранизация в виде клипа на заглавную песню «Voyager», а также певец провёл дебютный шоукейс на Naver Now под названием #OutNow, чтобы исполнить все песни из своего альбома.

### Варианты изданий
Три физических версии альбома вышли в виде CD.

## Жанр и тематика песен. Запись
Открывающая и заглавная композиция альбома «Voyager» написана в жанре поп-рок, в ней также присутствует джазовое фортепиано, гитарные риффы и оркестровка. В интервью NME Кихён поделился тем, что он мог показать «освежающий, холодный голос самого себя». В записи второй песни «, (Comma)», в отличие от предыдущей, Кихён старался быть более «сентиментальным и капризным», также он сам принимал участие в написании лирики, её смысл он рассказал в интервью журналу Clash: «Я хотел выразить это, переживая трудные времена, иногда вы думаете, что хорошо знаете себя, но часто можете отказывать себе в том, что вам нужно». Заключительный трек «Rain» написан в жанре R&B, при его записи исполнитель хотел изобразить «сырой и аутентичный, согревающий звук голоса», а в интервью Forbes поведал, что лирика в ней грустная и депрессивная, показывающая эмоции после разрыва.

## Приём

### Коммерческий успех
Voyager дебютировал на третьем месте в чарте Gaon Chart National Physical Albums Ranking за первую неделю продаж. Альбом также попал на шестое место в ежемесячном чарте альбомов Gaon и был продан тиражом более 190 000 копий за первый месяц выпуска в Корее. Все композиции попали в чарт US World Digtal Song Billboard, «Voyager» попал на шестое место, «, (Comma)» расположилась на девятом, а «Rain» на восьмом.

### Реакция критиков
София Саймон-Башалл из The Line of Best Fit назвала дебют певца «впечатляющим и интригующим» который «хорошо соответствует тону Кихёна — как вокалиста, так и человека». Тейлор Глэсби из британского журнала Clash, в интервью с исполнителем, пишет, что альбом короткий, но «эклектичный и многогранный». Критик считает, что открывающий трек «Voyager» — «поп-рок с лёгким позвякиванием джазового фортепиано и оркестровки, в шаге от весёлого сердцебиения в стиле ретро». Также он считает, что в заглавной композиции есть «естественное соответствие вокальной ловкости Кихёна, способности переходить в колючую хриплость так же легко, как и мощные ноты, которыми он известен». Кэтлин Нолан из American Songwriter отметила, что заглавный трек «Voyager» «задает тон захватывающего нового приключения для Кихёна». Она также думает, что следующие песни «, (Comma)» и «Rain» «подчеркивают его эмоциональную сторону и сильные лирические способности».

## Список композиций
| №                   | Название            | Текст песни | Музыка                                                        | Длительность |
| ------------------- | ------------------- | --- | ------------------------------------------------------------- | ------------ |
| 1.                  | «Voyager»           | Lee Seu-ran | Ryan S. Jhun, Parrish Warrington, Vaughn Elsas, Hudson Thames | 3:11         |
| 2.                  | «, (Comma)»         | Ю Кихён, Brother Su                                                                                              | Antti Oikarinen, Tommy Park, Etham Basden, Hautboi Rich       | 2:58         |
| 3.                  | «Rain»              | Vacation (Makeumine Works), Amelie (Makeumine Works), Han Song-i (Makeumine Works), Lee Ji-won (Makeumine Works) | SQVARE, A. Wright, Shark                                      | 3:00         |
| Общая длительность: | Общая длительность: | Общая длительность:                                                                                              | Общая длительность:                                           | 9:09         |

## Чарты

### Еженедельные чарты
| Чарты                   | Высшая позиция |
| ----------------------- | -------------- |
| Республика Корея (Gaon) | 3              |

### Ежедневные чарты
| Чарты                            | Высшая позиция |
| -------------------------------- | -------------- |
| Боливия (iTunes)                 | 1              |
| Республика Корея (Apple Music)   | 73             |
| Республика Корея (Shazam)        | 93             |
| US World Digtal Song (Billboard) | 6              |

| Чарты                            | Высшая позиция |
| -------------------------------- | -------------- |
| US World Digtal Song (Billboard) | 9              |

| Чарты                            | Высшая позиция |
| -------------------------------- | -------------- |
| US World Digtal Song (Billboard) | 8              |